# Jean-René Sillègue
Le général Jean-René Sillègue fut chargé de "pacifier" la région de Sétif et la Kabylie lors de la Conquête de l'Algérie par la France.
Né au Cap-Français de Saint-Domingue le 15 août 1788, dans une famille de planteurs issus du Sud-Ouest de la France, il fit l'école militaire de Fontainebleau et devient lieutenant en 1805. Promu au grade de chef de bataillon le 12 mai 1813, il servit successivement en cette qualité dans le 1er régiment d'artillerie de marine et dans le 15e régiment d'infanterie de ligne et participa à toutes les campagnes de l'empire puis fut promu au grade de lieutenant-colonel. Le 27 décembre 1829, après la campagne d'Espagne, il fut promu au grade de colonel et placé à la tête du 6e régiment d'infanterie légère.

## Le départ en Algérie
En 1841, la France envoie des renforts en Algérie dirigés par le général Sillègue, alors en poste à Marseille. Il prend le commandement de la subdivision de Sétif, à 120 kilomètres à l'ouest de Constantine, avec trois bataillons d'infanterie, cent cinquante hommes de cavalerie, et une section d'artillerie. Il a pour mission de maintenir sous contrôle les tribus kabyles, de soumettre celles de l'Ounougha, et d'établir les communications entre Constantine et Alger par Médéa.
Il combattit Ahmed Bey, ou Hadj Ahmed Bey (1784 - 1850), dernier bey de Constantine, et l'une des grandes figures de la résistance au colonialisme, qui dut s'enfuir après la prise de Constantine en 1836 pour continuer le combat dans les Aurès jusqu'en 1848.

## Les combats de 1842
Le 25 août 1842, le général Jean-René Sillègue pénètre dans le pays des Amouchas, nom d'un village au nord de Sétif, et fait face à Ahmed Bey, qui a rallié la tribu des Ouled Nasser, espérant donner la main aux Kabyles du Sahel, et s'est approché le 26 août du camp d'"Aïn Roumel", sur les gorges du Rhummel, creusées dans le plateau de Aïn El Bey.
Le général Sillègue y trouve un rassemblement de deux à trois mille Kabyles qu'il attaque et met en déroute après lui avoir tué plus de cent d'entre eux. Le 26 août, ses troupes ont de nouveau gagné la bataille. Le 10 septembre suivant, il défit la cavalerie d'Hadj Ahmed Bey au pied du Djebel-Bou-Taleb, et parvient à anéantir son influence sur les tribus du Tell, à qui sera imposée la dépossession foncière.
Il est ensuite rentré à Sétif le 18 septembre, "par suite de la disparition totale de l'ennemi". Il prit part à une expédition dirigée sur le Djebel-Dira avec le général Marey, venu de Médéa, et les tirailleurs algériens.

## Les combats de 1844
L'un des combats les plus sanglants dont fut témoin Ahmed Bey est celui que livra le général Sillègue en 1844 aux tribus des Ouled Sultan: "Nous combattions pendant deux jours avec une ardeur et un acharnement tel, que je puis dire que c'est le combat le plus sanglant auquel j'ai assisté. Dieu, dit-il, m'est témoin que depuis mon enfance j'ai entendu la poudre parler bien des fois". Les tribus des Ouled Sultan ont été complètement détruites et dispersées.
En 1844, le camp du général de Sillègue enseveli sous les neiges de la Kabylie, soutint, pendant sept jours, les attaques de l'ennemi, avant d'obtenir la victoire. Fatigué par les pertes subies, Ahmed Bey négocia la fin de sa résistance, à l'insu de ses protecteurs auressiens, et se rendit le 5 juin 1848. À son passage à Constantine la population de son ancienne capitale lui réserva un « accueil enthousiaste », ce qui entraina le jugement et la condamnation de nombreux habitants de la ville par le tribunal militaire.
Après ces expéditions, et entre plusieurs d'entre elles, il se fit planteur. Mais malgré la forte Croissance économique mondiale des années 1850 et la flambée des cours du coton, l'histoire de la culture du coton en Algérie peine à décoller. Les violences qui ont caractérisé la conquête des régions de Constantine et Sétif font que peu de planteurs s'y installent, en dépit des facilités offertes par les décrets impériaux de 1853 sur le coton.
Admis à la retraite en 1850, il meurt en 1868.

## Une rue et un village à son nom
Le général Jean-René Sillègue a donné son nom à un joli village de la commune mixte des Eulmas, dont le siège administratif est à Saint-Arnaud, centre commercial et agricole, à 31 kilomètres à l'est de Sétif. Le village de Sillègue, où ont eu lieu des émeutes sanglantes les 8 et 9 mai 1945, dénommées plus généralement Massacres de Sétif et Guelma, sera rebaptisé Beni Fouda.
Son nom a aussi été donné à une rue Sillègue à Sétif, où ont eu lieu ces massacres des 8 et 9 mai 1945, et qui sera rebaptisée avenue Deluca, du nom du président de la délégation spéciale qui s’était efforcé de calmer les insurgés et fut abattu. Lors de ces émeutes, la gendarmerie de Saint-Arnaud et une compagnie de Sénégalais délivrèrent les colons de Sillègue, vers une heure trente, dans la nuit du 8 au 9 mai. On trouva trois Français morts et affreusement mutilés : Mme et M. Murschler, garde-champêtre, et M. Beiguet, chef cantonnier. Dans plusieurs autres villages au nord de Sétif, des Européens ont été assassinés: Kherrata, Amouchas, Chevreul, Périgot-Ville, et El Ouricia. L'armée française exécute 47 citoyens algériens d'Amoucha, le lieu où un siècle plus tôt le général Sillègue avait combattu le dernier Bey de Constantine.